# Oschaninia semenovi
Oschaninia semenovi là một loài bọ cánh cứng trong họ Oedemeridae. Loài này được Kuznetzova miêu tả khoa học năm 1935.